# 満鉄公所
満鉄公所（まんてつこうしょ）は、南満洲鉄道が設置したインフォーマルな情報収集活動のための機関・施設。外務省の正式機関である領事館とは別に、非公式の折衝や秘密の情報調査活動を行い、満鉄調査部の活動を支えた。1909年5月1日、奉天市（現、中華人民共和国遼寧省瀋陽市）に置かれた奉天公所（ほうてんこうしょ）を嚆矢とする。公所はこののち、ハルビン、北京、鄭家屯（現、双遼市）、吉林、チチハル、洮南の各所に置かれた。

## 概要
初代満鉄総裁後藤新平自身の発案により1907年（明治40年）4月に設けられた満鉄調査部は、当時の日本が生み出した最高のシンクタンクのひとつであった。これは、満鉄のユニークさを表していると同時に、後藤の個性とアイディアがこめられていた。後藤は台湾総督府民政長官時代にも旧慣調査などを大々的に展開しており、それを植民地経営に活用していたのである。しかし、初期の満鉄調査部の活動は、人文・社会科学的ないし自然科学的な調査というよりは、満鉄が各地に開設した公所による非公式な情報収集活動にむしろ重点が置かれていた。
最初に設置された満鉄公所は、1909年（明治42年）5月1日、奉天城内に置かれた奉天公所であった。公所はまた、調査部ではなく総務部に属し、交渉局長の指揮を受け、交渉にかかわる事務が主な任務となっていた。初代の奉天公所長には現役の帝国陸軍少佐である佐藤安之助が任じられた（1913年12月26日からは所長事務嘱託）。佐藤は、清国事情に精通し交渉事務に慣れたスタッフをそろえて、常に現地の政治経済状況を観察していた。奉天公所は、当初から長春駅と長春満鉄附属地の買収、安奉鉄道（奉天―安東間）の用地買収などについて、清国側との交渉に当たっていた。また、1911年10月の辛亥革命の際には奉天はじめ満洲情勢に関する情報収集も行った。当該期の『満洲日日新聞』などによると、辛亥革命に際しては華南地域などから大勢の政治工作員が奉天にも進入していたのである。

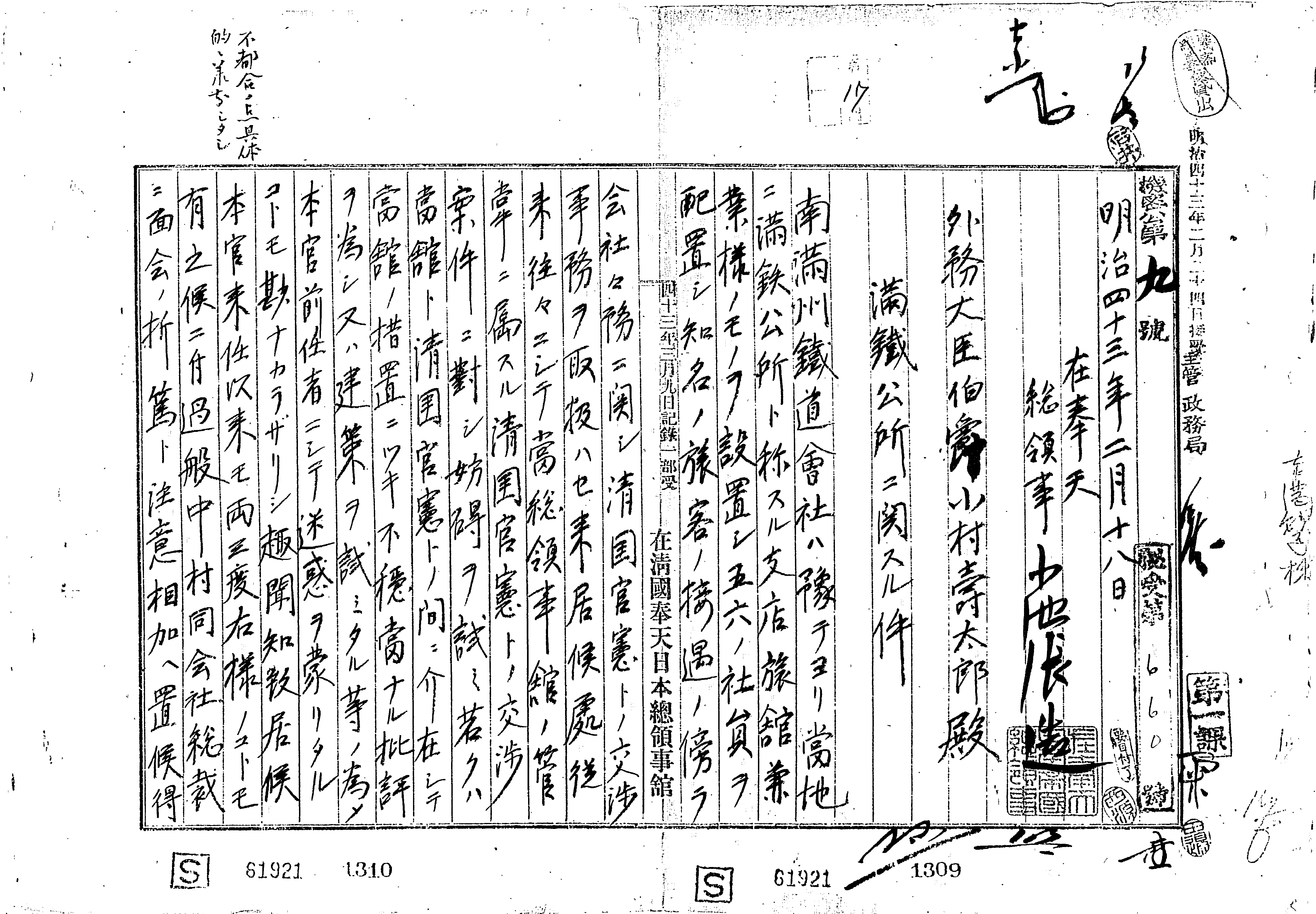
奉天総領事小池張造から日本国外務大臣小村寿太郎に提出された1910年2月18日付要望書（一部）

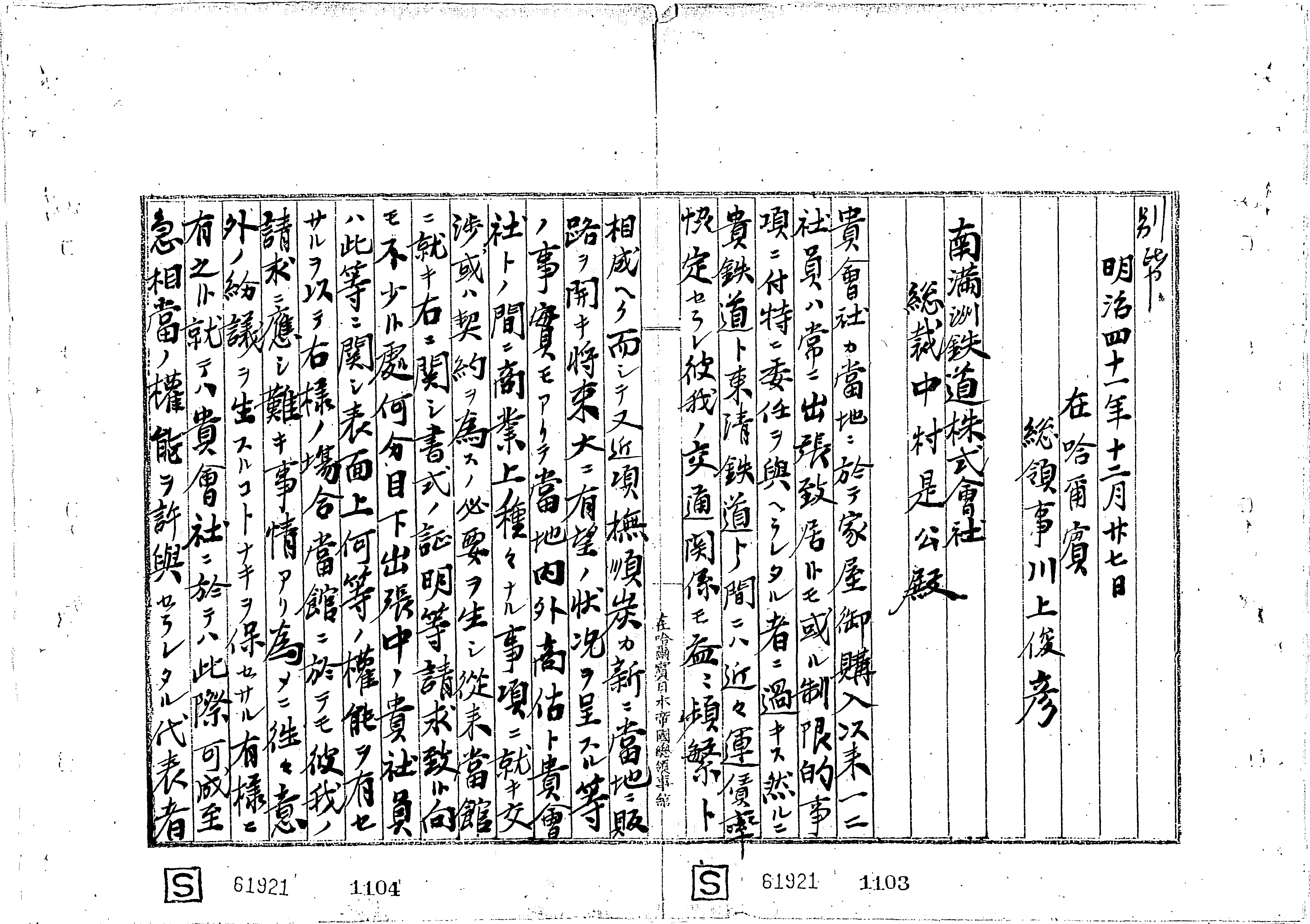
ハルビン総領事川上俊彦から南満洲鉄道総裁中村是公に提出された1908年12月27日付要望書（一部）

初代奉天公所長の佐藤が手掛けた課題は、安奉鉄道の用地買収、長春の用地買収、新奉鉄道（新民屯―奉天間）・吉長鉄道（吉林―長春間）関係、京奉線（北京―奉天間）、撫順炭鉱協商問題、ペスト防疫関係などであり、まさに「枚挙に遑（いとま）あらず」という具合であった。しかし、これら諸課題を「支店旅館兼業用ノモノ」という場所で清朝官憲と直接交渉を行う公所の活動を、在奉天総領事の小池張造は必ずしも快く思っていなかった。 小池総領事は1910年2月、奉天公所が奉天総領事の外交活動を妨害しており、また清国側からは外務省・関東都督府・満鉄の「三権分立」と揶揄されているという理由を掲げ、奉天の満鉄公所を閉鎖するよう第2次桂内閣の外務大臣小村寿太郎に要望している。小池は、安奉線問題に関して奉天で清朝側と外交交渉を行っていた当事者であったため、佐藤らの行動を好ましいと思えなかったのである。満鉄社員で、のちに初代満洲国総務長官となる駒井徳三も、1910年代初頭、張作霖を交渉相手として秘密の土地買収交渉を行う際、その活動拠点を奉天公所に置いた。
他方、北部満洲では、1908年12月、ロシア帝国が経営する東清鉄道（東支鉄道）との連絡運輸交渉ないし運賃協定などのため、ハルビンに満鉄の出張所を設置し、権限を有する社員を配置するよう、在ハルビン総領事川上俊彦が第2代満鉄総裁の中村是公にあてて要望している。 しかし、満鉄はしばらくの間、ハルビンに駐在員を派遣するにとどまり、ハルビン公所（ハルビンこうしょ）が置かれたのはロシア革命前夜の1917年（大正6年）2月15日であった。 ロシア革命に反対する白系ロシア人が多数ハルビンに移り住み、彼らの情報を収集したり、彼らを利用したりすることが喫緊の課題となったためである。所長には庄司鐘五郎が任じられた。ハルビン公所は1923年（大正11年）4月にハルビン事務所へと改組され、東支鉄道に関する中華民国側やソビエト連邦側の情報を収集したり、それらの情報をレポートにまとめて報告したりした。
1917年3月末の従業員は奉天公所が職員10名、雇員1名、嘱託2名の計13人、ハルビン公所は職員5名、雇員1名の計6人が「社員」であった。社員以外の「傭人」は、開設間もないハルビン公所では採用されておらず、奉天公所では日本人が2名（うち1名は女子従業員）、中国人が16名となっており、実際の活動は中国人に負うところが大きかったと推察される。
これ以外では、1918年（大正7年）1月に北京公所（ペキンこうしょ）および鄭家屯公所（ていかとんこうしょ）、同年4月に吉林公所（きつりんこうしょ）、1922年（大正11年）1月にニューヨーク事務所、同年7月にチチハル公所（チチハルこうしょ）、1924年（大正13年）2月に上海事務所、同年6月に洮南公所（とうなんこうしょ）の各公所・事務所が設置された。
北京公所が提出した1923年（大正12年）6月の報告書が現存しており、これをみると北京における直隷派の動向や北京市民の動き、世論動向などが詳細に記されている。この時期は張作霖が第一次奉直戦争に敗北して満洲に撤退したのち、第二次奉直戦争に打って出る直前にあたり、北京の政治動向が満洲経営にも重要な意味を持っていたことが窺い知れる。
それぞれの公所・事務所は、東三省（奉天省・吉林省・黒龍江省）の政治情勢や市況、あるいは物産に関する情報を収集し、関東州（日本租借地）大連市の南満洲鉄道本社に逐一報告していた。現在、外務省にはこれら報告書の写しが外交史料として多数収蔵されている。

## 逐次刊行物
北京公所発行の雑誌
- 「北京満鉄月報」 （北京公所研究室；1924年-1929年）

上海事務所発行の雑誌
- 「満鉄支那月誌」 （上海事務所研究室；1929年-1933年）
- 「上海満鉄季刊」 （上海事務所；1937年）